# Příspěvek na mobilitu
Příspěvek na mobilitu je státní sociální podpora poskytovaná v České republice osobám se zdravotním postižením, které mají ztíženou schopnost pohybu a orientace. Tento příspěvek je určen k pokrytí opakovaných nákladů spojených s mobilitou, například na zajištění dopravy. Příspěvek je určen držitelům průkazu ZTP nebo ZTP/P, je vyplácen měsíčně a slouží ke zlepšení kvality života osob se zdravotním postižením tím, že jim usnadňuje pokrytí nákladů spojených s jejich mobilitou. O přiznání příspěvku na mobilitu rozhoduje Úřad práce České republiky, případné odvolání řeší Ministerstvo práce a sociálních věcí České republiky.

## Právní úprava
Příspěvek na mobilitu je spolu s příspěvkem na zvláštní pomůcku speciální dávkou poskytovanou osobám se zdravotním postižením (OZP), které jim umožňují využívat různé výhody a pomůcky. Podmínky těchto dávek stanovuje zákon č. 329/2011 Sb., o poskytování dávek osobám se zdravotním postižením, ve znění pozdějších předpisů účinný od 1. ledna 2012.

### Historie
Do roku 2012 existovaly dvě samostatné dávky – příspěvek na provoz motorového vozidla a příspěvek na individuální dopravu. Tyto dávky byly vypláceny podle vyhlášky č. 182/1991 Sb. jednou ročně, příspěvek na provoz motorového vozidla pro osoby s mimořádnými výhodami II. stupně (průkaz ZTP) ve výši 6 000 Kč ročně a pro osoby s mimořádnými výhodami III. stupně (průkaz ZTP/P) ve výši 9 900 Kč ročně. Příspěvek na individuální dopravu pak činil 6 500 Kč ročně.
Během let 2010–2012 byly v rámci tzv. Drábkovy sociální reformy (soubor opatření v období, kdy byl Jaromír Drábek ministrem práce a sociálních věcí) příspěvky vypláceny v nižších částkách, příspěvek na provoz motorového vozidla činil 3 000 Kč ročně pro osoby s průkazem ZTP a 7 920 Kč ročně pro osoby s průkazem ZTP/P. V roce 2017 byl zdravotně postiženým osobám s průkazem ZTP/P i ZTP vyplácen měsíčně příspěvek na mobilitu ve stejné výši, tj. 400 Kč měsíčně, celkem 4 800 Kč ročně. Snížení výrazně postihlo především osoby s průkazem ZTP/P, stát jim v porovnání s legislativou platnou před sociální reformou vyplácel zhruba o 3 120 Kč ročně méně než v letech 2010–2012 a o 5 100 Kč méně než v období před rokem 2010.
Toto znevýhodnění osob s průkazem ZTP/P měla odstranit novela zákona č. 329/2011 Sb., o poskytování dávek pro osoby se zdravotním postižením. Původní návrh počítal se zvýšením příspěvku na mobilitu pouze osobám s průkazem ZTP/P na 600 Kč měsíčně. V roce 2017 byla nicméně schválena novela zákona v pozměněné podobě, podle níž příspěvek na mobilitu ve výši 550 korun měsíčně náležel osobám s průkazem ZTP/P i ZTP. Zákon nabyl účinnosti od 1. ledna 2018 a příspěvek v této výši byl vyplácen až do roku 2022.
Od prosince 2022 se příspěvek na mobilitu vzhledem k nárůstu spotřebitelských cen a nákladů na pohonné hmoty zvýšil na 900 Kč měsíčně a pro osoby závislé na dýchacích přístrojích činil 2 900 Kč.

## Podmínky pro získání příspěvku
Nárok na příspěvek na mobilitu má osoba starší jednoho roku, která:
- je držitelem průkazu osoby se zdravotním postižením ZTP nebo ZTP/P
- pravidelně využívá dopravní služby k zajištění své mobility (prokazuje se čestným prohlášením, není nutné vlastnit automobil)
- nevyužívá pobytové sociální služby v domově pro osoby se zdravotním postižením, v domově pro seniory, v domově se zvláštním režimem nebo ve zdravotnickém zařízení ústavní péče
- má trvalý pobyt v České republice

Podmínky nároku na příspěvek musí být splněny po celý kalendářní měsíc, s výjimkou podmínky opakovaného dopravování za úhradu.
Příspěvek na mobilitu může být přiznán i osobě, které jsou poskytovány pobytové sociální služby, pokud existují důvody hodné zvláštního zřetele a jsou splněny všechny ostatní zákonné podmínky. Jedná se např. o osoby v domovech pro seniory nebo v domovech pro osoby se zdravotním postižením, které v kalendářním měsíci využívají pravidelně a opakovaně dopravu za úhradu. V takových případech se využití dopravních služeb neprokazuje čestným prohlášením, ale opakovanou dopravu je třeba věrohodně prokázat.

## Výše příspěvku
Výše příspěvku na mobilitu je stanovena pevnou měsíční částkou, která se může měnit dle aktuálních legislativních úprav. Pokud je příjemce příspěvku celý kalendářní měsíc hospitalizován, nárok na výplatu příspěvku za tento kalendářní měsíc mu nenáleží.
V roce 2024 činil příspěvek na mobilitu 900 Kč měsíčně a v případě osob, které celý měsíc využívají zdravotnický prostředek pro dlouhodobou domácí oxygenoterapii nebo pro domácí plicní umělou ventilaci, 2 900 Kč měsíčně.

## Žádost o příspěvek
Žádost o příspěvek na mobilitu je možné podat elektronicky nebo prostřednictvím formuláře v listinné podobě. Po podání žádosti Úřad práce rozhodne o přiznání či nepřiznání příspěvku. Případné odvolání je možno podat na Ministerstvo práce a sociálních věcí (MPSV) České republiky.

### Elektronické podání
Elektronické podání žádosti je možné provést buď vyplněním interaktivního online formuláře na webu MPSV nebo vyplněním formuláře ve formátu PDF. Žádost pak lze odeslat přímo na portálu MPSV nebo prostřednictvím datové schránky či e-mailu s ověřeným elektronickým podpisem.
Při podání žádosti formou interaktivního formuláře je nejprve potřeba se do aplikace přihlásit prostřednictvím takzvané identity občana pomocí bankovní identity, eObčanky, NIA ID nebo mobilního klíče eGovernmentu.

### Podání v listinné podobě
Žádost lze podat též písemně na příslušném Úřadu práce v místě trvalého pobytu žadatele nebo zaslat poštou. Formuláře jsou k dispozici na krajských pobočkách Úřadu práce nebo elektronicky na Integrovaném Portálu MPSV v sekci Formuláře. Elektronický formulář je možné buď vytisknout a vyplnit ručně nebo vyplnit v elektronické podobě, poté vytisknout a vlastnoručně podepsat. K žádosti je třeba doložit platný průkaz ZTP nebo ZTP/P a potvrzení o pravidelném využívání dopravních služeb.

## Vyplácení příspěvku
Příspěvek může být přiznán nejdříve od počátku kalendářního měsíce, ve kterém byla žádost podána. Vyplácí se zpětně, tj. v kalendářním měsíci následujícím po měsíci, za který náleží, například příspěvek za měsíc duben obdrží žadatel v květnu.
Příspěvek je poskytován pravidelně každý měsíc. Výplata může probíhat třemi možnými způsoby, buď převodem na účet žadatele, hotově, nebo složenkou, žadatel si může sám zvolit způsob výplaty.